# الدوري الياباني لكرة القدم للسيدات 1998
الدوري الياباني لكرة القدم للسيدات 1998 (باليابانية: 第10回日本女子サッカーリーグ) هو موسم من الدوري الياباني لكرة القدم للسيدات. فاز فيه Nikko Securities Dream Ladies ‏.